# Texe
Texe ou Tiexe (Tjš) é mencionado na Pedra de Palermo como um faraó (rei) pré-dinástico do Baixo Egito. Como não há mais evidência sobre ele, talvez pode ser um faraó mítico preservado através da tradição oral ou um rei totalmente ficcional.